# Famille Luca
Pour les articles homonymes, voir Luca.
 (juillet 2024).
Si vous disposez d'ouvrages ou d'articles de référence ou si vous connaissez des sites web de qualité traitant du thème abordé ici, merci de compléter l'article en donnant les références utiles à sa vérifiabilité et en les liant à la section « Notes et références ».
La famille Luca (ou Lucha) est une famille patricienne de Venise, où elle vivait du négoce et réussit à intégrer la noblesse en 1654, moyennant les 100 000 ducats dus à cet effet.

## Armes

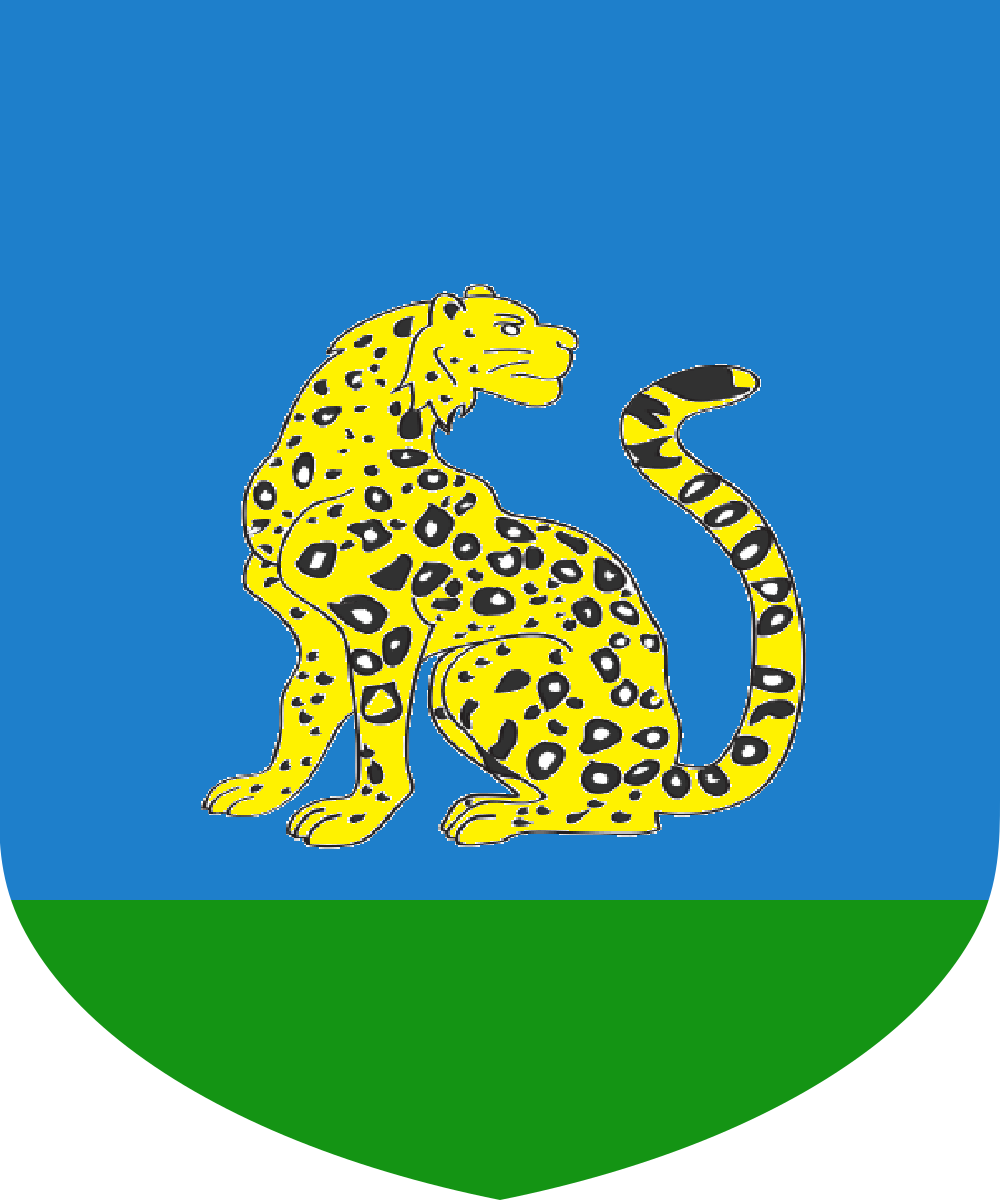
armes des Luca

Les armes des Luca se composent d'un écu coupé au 1 d'azur à une panthère passante au naturel au 2 d'argent plein ou d'azur à une panthère au naturel assise sur une terrasse de sinople.